# Hans-Dieter Schmidt (Psychologe)
Hans-Dieter Schmidt (* 29. März 1927 in Schwachenwalde, Krs. Arnswalde/Neumark; † 4. Juni 2007 in Berlin) war ein deutscher Psychologe. Er war Professor für Entwicklungspsychologie an der Humboldt-Universität zu Berlin. Zu seinen Lehr- und Forschungsschwerpunkten gehörte vor allem die Entwicklungspsychologie, die Persönlichkeitspsychologie sowie Forensischen Psychologie (z. B. die entscheidungsbasierte Begründung des Vorsatzes im DDR-Strafrecht). Durch sein 1970 veröffentlichtes Lehrbuch „Allgemeine Entwicklungspsychologie“ erlangte er auch internationale Bekanntheit.

## Leben
Sein Vater war Lehrer. Ostern 1933 wurde Hans-Dieter in der Volksschule Perleberg eingeschult, ging 1937 auf die Oberschule für Jungen. Danach Wehrdienst und Kriegsgefangenschaft. Im Sommer 1946 legte er die Reifeprüfung in Perleberg ab. Vom Herbst 1946 bis 1949 war er als Neulehrer und ab 1948 nach der 1. Lehrerprüfung als Schulamtsanwärter in Kleinow, Prignitz tätig. Im Herbst 1949 immatrikulierte er sich an der Pädagogischen Fakultät der Humboldt-Universität zu Berlin (HUB). Nach vier Semestern wechselte er zur Mathematisch-Naturwissenschaftlichen Fakultät, um Psychologie zu studieren. Die Diplom-Hauptprüfung legte er im Sommer 1953 im Institut für Psychologie bei Kurt Gottschaldt ab, zu dessen engstem Schülerkreis er danach zählte.
Schmidt promovierte im Jahr 1956 an der HUB (Das Verhalten von Haushunden in Konfliktsituationen), habilitierte sich 1966 ebenfalls an der HUB (Experimentelle Studien über das Verhalten in unsicheren und Risikosituationen).
1957 bis 1959 arbeitete er als Wissenschaftlicher Assistent von Gottschaldt in der Arbeitsstelle für experimentelle und angewandte Psychologie der Deutschen Akademie der Wissenschaften zu Berlin (DAW), 1959 bis 1960 als Mitarbeiter am Institut für pädagogische Psychologie der HUB. 1960 bis 1963 wechselte er nach Jena als Dozent am neugegründeten Institut für Psychologie der Friedrich-Schiller-Universität Jena.
Ab 1963 war er wieder in Berlin als Mitarbeiter am Institut für Psychologie unter der Leitung von Friedhart Klix (ab 1968 Sektion Psychologie) der HUB. 1968 erhielt er eine Professur mit Lehrauftrag für Psychologie, die 1969 zur ordentlichen Professur (zunächst Klinische Psychologie, ab 1975 Entwicklungspsychologie) umgewandelt wurde. 1970 bis 1973 war er Direktor der Sektion Psychologie der HUB. 1992 wurde Schmidt emeritiert, arbeitete aber weiter als Gastprofessor an der Humboldt-Universität.
Schmidt war als psychologischer Gutachter der Anklage an der Seite von Friedrich Karl Kaul in einigen KZ-Prozessen (Essener Prozess gegen Wachleute des KZ Dora und 2. Sachsenhausen-Prozess in Köln).
1982 veröffentlichte er einen vielbeachteten Aufsatz Das Bild des Kindes – seine Norm und ihre Wirkungen, der zu erbitterten Anfeindungen durch die offizielle DDR-Pädagogik führte.
In den frühen 1980er Jahren begründete Schmidt zusammen mit Günter Tembrock, Karl-Friedrich Wessel und Günter Dörner das Forschungsprojekt „Biopsychosoziale Einheit Mensch“. Gemeinsam entwickelten sie ein theoretisches Modell und einen kritischen Ansatz für die interdisziplinäre Forschung in den Humanwissenschaften und begründeten damit eine neue Disziplin, die Humanontogenetik.
Zwischen 1985 und 1990 betreute er zahlreiche Projekte im Rahmen des interdisziplinär und international orientierten „Zentralen Arbeitskreises Friedensforschung der Humboldt-Universität“.
Nach der Wende wirkte er auch in der Kommission zur Untersuchung der Polizeiübergriffe anlässlich der 40. Jahrestages der DDR mit. Ab 1990 und auch nach seiner Emeritierung war er im Konzil und Senat der Humboldt-Universität sowie als Prorektor am Neuaufbau der Universität beteiligt.
Schmidt war Mitglied der Gesellschaft für Psychologie der DDR, 1962–1977 im Vorstand. 1968 bis 1977 hatte er diverse Funktionen (Fakultätsratsmitglied, Mitglied des Wissenschaftlichen Beirates für Psychologie im Hochschulministerium der DDR) inne. 1990 bis 1995 war er Mitglied der Deutschen Gesellschaft für Psychologie und 1990–1992 dort ebenfalls Mitglied des Vorstandes.
Darüber hinaus verfasste er auch vielbeachtete populärwissenschaftlichen Werke zur kindlichen Entwicklung.
Schmidt fühlte sich der marxistischen Weltanschauung, einem marxistischen Menschenbild verbunden, ohne aber Mitglied der SED zu sein – stand dem realen Sozialismus auch kritisch gegenüber. Dies zeigte sich z. B. in einem Protestbrief anlässlich der Ausbürgerung von Wolf Biermann und einer moralistischen Grundhaltung, die viele seiner Mitarbeiter und Schüler besonders schätzten. 
Er verstand es aber, nicht als Dissident ins Abseits zu geraten, um weiter wirksam bleiben zu können, auch durch Kompromisse. Dabei half ihm nicht zuletzt seine gute Bekanntschaft mit Friedhart Klix und dessen prägende Wirkung auf das Klima am Institut und an der späteren Sektion für Psychologie, welches existenzbedrohliche restriktive Schritte weitgehend verhindern konnte. Schmidt stellte diesen Widerspruch selbst sehr detailliert in seinem Buch "Texte zwischen Ja und Nein: Selbstbefragung." dar. Er übernahm ab 1970 die direkte Nachfolge von Friedhart Klix in der Funktion als Direktor der Sektion Psychologie der HUB.

## Schriften (Auswahl)

### Fachbücher
- Schmidt, Hans-Dieter (1970): Allgemeine Entwicklungspsychologie. VEB Deutscher Verlag der Wissenschaften, Berlin (Nachdruck 1972).
- Schmidt, Hans-Dieter; Szewczyk, Hans (1973): Persönlichkeitsdiagnostik. VEB Deutscher Verlag der Wissenschaften, Berlin.
- Rösler, Hans-Dieter; Schmidt, Hans-Dieter; Szewczyk, Hans (1974): Persönlichkeitsdiagnostik: Probleme und Ergebnisse persönlichkeitsdiagnostischer Forschungen in der klinischen Psychologie der DDR. VEB Deutscher Verlag der Wissenschaften, Berlin
- Schmidt, Hans-Dieter (1982): Grundriss der Persönlichkeitspsychologie. VEB Deutscher Verlag der Wissenschaften, Berlin.

### Weitere Werke
- Hans-Dieter Schmidt, Evelyn Richter (1980): Entwicklungswunder Mensch. Urania Verlag, Berlin (bis 3. Auflage 1986)
- Hans-Dieter Schmidt, Ernst Ludwig Grauel (Hrsg.) (1985): Schritt um Schritt: Die Entwicklung des Kindes bis ins 7. Lebensjahr. Volk und Gesundheit, Berlin und Fischer, Stuttgart, (bis 4. Auflage 1989 in beiden Verlagen).
- Hans-Dieter Schmidt (1997): Texte zwischen Ja und Nein: Selbstbefragung eines DDR-Psychologen. Berliner Studien zur Wissenschaftsphilosophie & Humanontogenetik Band 12. Kleine.
- Hans-Dieter Schmidt (2005): Damals in Braunland. Autobiografische Episoden. Lukas-Verlag, Berlin, ISBN 978-3-936872-67-5.